# Villers-en-Prayères
Villers-en-Prayères ist ein Ort und eine ehemalige französische Gemeinde mit 126 Einwohnern (Stand: 1. Januar 2022) im Département Aisne in der Region Hauts-de-France.
Mit Wirkung vom 1. Januar 2016 wurde Villers-en-Prayères mit Longueval-Barbonval, Merval, Perles, Révillon, Vauxcéré und Glennes zur Commune nouvelle Les Septvallons zusammengeschlossen. Alle ehemaligen Gemeinden verfügen in der neuen Gemeinde über den Status einer Commune déléguée.

## Lage
Nachbarorte sind Bourg-et-Comin im Nordwesten, Œuilly im Nordosten, Maizy im Osten, Révillon im Südosten, Longueval-Barbonval im Südwesten und Viel-Arcy im Westen. Die Aisne und der Canal latéral à l’Aisne tangieren die Ortschaft im Norden.

## Bevölkerungsentwicklung
| Jahr      | 1962 | 1968 | 1975 | 1982 | 1990 | 1999 | 2007 | 2015 |
| --------- | ---- | ---- | ---- | ---- | ---- | ---- | ---- | ---- |
| Einwohner | 124  | 154  | 144  | 139  | 118  | 108  | 117  | 130  |

## Sehenswürdigkeiten

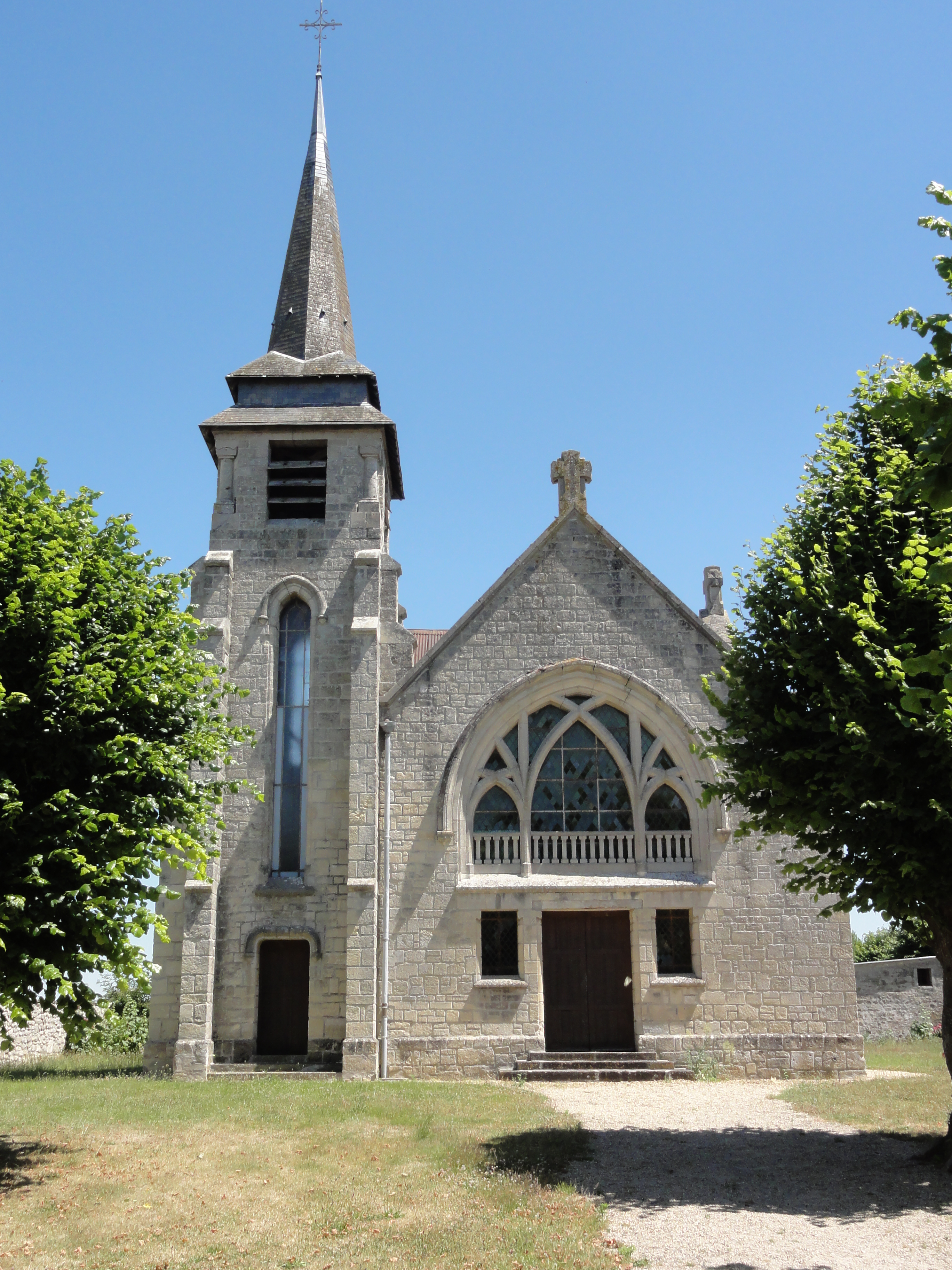
Kirche Saint-Médard

- Flurkreuz
- Kriegerdenkmal
- Kirche Saint-Médard